# Кел Клаттербак
Келвін Шейн Клаттербак (англ. Calvin Shane Clutterbuck; 18 листопада 1987, м. Велланд, Канада) — канадський хокеїст, правий/лівий нападник. Виступає за «Нью-Йорк Айлендерс» у Національній хокейній лізі.
Виступав за «Торонто Сент-Майклз Мейджорс» (ОХЛ), «Ошава Дженералс» (ОХЛ), «Х'юстон Аерос» (АХЛ), «Міннесота Вайлд».
В чемпіонатах НХЛ — 287 матчі (57+38).
У складі національної збірної Канади учасник чемпіонату світу 2011 (7 матчів, 0+1). У складі юніорської збірної Канади учасник чемпіонату світу 2005.
Досягнення
- Срібний призер юніорського чемпіонату світу (2005).